# Dysstroma sagittiferata
Dysstroma sagittiferata là một loài bướm đêm trong họ Geometridae.